# Anrede
Als Anrede bezeichnet man die sprachliche Formel, mit der eine Person ein Gespräch, eine Rede oder ein Schriftstück beginnt. Die angeredete Person oder Personengruppe heißt Adressat. Eine förmliche Anrede kann zwar auch entfallen, so in Not- oder Aggressionssituationen, die normale Anrede enthält aber zumindest eines oder mehrere der folgenden Elemente:
1. eine der Anrede vorangestellte Begrüßungsformel, z. B. Hallo, Guten Tag,
2. einen Ausdruck der Hochachtung oder Wertschätzung, z. B. gnädige, sehr geehrte, lieber,
3. gegebenenfalls einen Namenszusatz, z. B. Herr, Frau, Doktor, einen Berufs- oder Adelstitel,
4. bei Einzeladressaten den situationsgerechten Namen, z. B. Vorname, Nachname oder auch Kosename,
5. unter Umständen Sonderbezeichnungen, z. B. Kameraden, Genossen, Brüder und Schwestern,
6. die situationsgerechte pronominale Anredeform mit Du, Ihr, Sie usw.

Dieser Artikel fasst einige allgemeine und spezielle Fälle sowie regionale und institutionelle Sonderfälle zusammen.
Die Anredeform ist verschieden nach geographischem Gebiet, nach Alter und gesellschaftlicher Stellung der angeredeten Person, nach gesellschaftlicher Beziehung des Anredenden zum Angeredeten, nach der augenblicklichen Situation, beispielsweise in intimem Dialog oder in förmlicher Öffentlichkeit, und nach der Form der Kommunikation, ob mündlich oder schriftlich. Sie unterliegt zudem zeitlichen Veränderungen. Der Gebrauch von Namenszusätzen unterliegt gesellschaftlichen Regeln, die sich bei der mündlichen und schriftlichen Anrede teilweise unterscheiden. Die korrekte Anrede gesellschaftlich hochstehender Personen ist häufig protokollarisch geregelt.
Während in hierarchischen Organisationen (beispielsweise dem Militär) Anreden fest vorgeschrieben sind, sind Anreden in einer lockeren Gesellschaft meist eine Höflichkeitsbekundung, die auch den hinter dem Erwerb eines akademischen Grades oder eines Amtes stehenden Leistungen Respekt zollt. In der Korrespondenz sind die Anreden enger an die Gepflogenheiten gebunden als bei der mündlichen Kommunikation. Eine festere Form und weithin obligatorischen Charakter besitzen Anrede und Begrüßung als Eingangsformel und Einleitung bei Reden.
Schon die Begrüßungsformel differenziert zwischen mündlicher und schriftlicher Kommunikationsform sowie zwischen mehr oder weniger formellem Anlass. Dem informellen „Hallo“ steht die offizielle Höflichkeitsform „Sehr geehrte Damen und Herren“ (vgl. den früheren englischen Briefbeginn Dear Sir or Madam) gegenüber. Gewöhnliche Anschreiben innerhalb von Behörden enthalten keinerlei Anreden oder auch Schlussformeln.
Die Anrede in feudalistischen oder diktatorischen Staaten wurde zur sprachlichen Vermittlung von Rängen und Funktionen, aber auch zur Festigung von Macht benutzt (wie Fürst, Graf, Führer, Generalsekretär, Herr). Im Gegensatz dazu bildet eine einheitliche Anrede für jedes Mitglied den Versuch, die Gleichberechtigung aller Menschen darzustellen (Bürger, Genosse, Herr/Frau). Beispielsweise stellte die Anrede Genosse in der DDR für Soldaten der Nationalen Volksarmee das Unterordnen und Einbeziehen in das bestehende Staatssystem dar, insbesondere waren hier die Gewohnheiten der Sowjetunion übernommen worden, alle Menschen mit Towarischtsch zu bezeichnen.
Durch die Auswahl der Anrede können jedoch stets subtile Botschaften übermittelt werden. Die Benutzung von akademischen Graden und Amtstiteln in der Anrede ist eine immer korrekte und vielfach übliche schriftliche wie mündliche Anredeform, auch wenn das Recht auf das Führen eines akademischen Grades (wie z. B. Doktor) oder einer Amtsbezeichnung (wie z. B. Professor) nicht den Anspruch auf Anrede mit selbigem beinhaltet.
Adelstitel sind in Österreich seit dem Ende des Ersten Weltkrieges abgeschafft, in Deutschland sind sie seit der Gesetzgebung von 1928 zum Teil des Nachnamens geworden. Mit diesen Änderungen im Ergebnis der Fürstengesetze der Weimarer Republik wurden auch andere externe Namenszusätze Bestandteil des bürgerlichen Namens, wie „gen.“ (als Namensteil: genannt).
→ Zur Anrede mit du/Sie/ihr („Duzen“, „Siezen“) siehe Pronominale Anredeform.

## Anreden in Deutschland, Österreich und der Schweiz

### Politik
Bei der Anrede von Inhabern öffentlicher Ämter und Funktionen wird in der Regel je nach Geschlecht ein „Herr“ oder „Frau“ vor den Titel oder die Amtsbezeichnung gesetzt, jedoch ohne Nennung des Nachnamens: Lautet die offizielle Form „Herr Bundeskanzler Olaf Scholz“, so wird bei der Anrede „Herr Bundeskanzler“ genutzt. Der Name des Amtsträgers wird üblicherweise nur im Schriftverkehr, in der Postanschrift, genannt.
Seit 1975 gibt das Protokoll Inland der Bundesregierung im deutschen Bundesministerium des Innern einen Ratgeber für Anschriften und Anreden heraus, der Hinweise und Hilfestellungen zu protokollarischen Anreden (und Anschriften) in Deutschland gibt.
Die Inhaber hoher öffentlicher Ämter ausländischer Staaten, vor allem Staatsoberhäupter – sofern diese nicht Monarchen sind –, Regierungschefs und sonstige Regierungsmitglieder erhalten zumindest im schriftlichen Gebrauch häufig den Exzellenzentitel. (Für Monarchen gilt oft das Anrecht auf eine spezifische Anrede wie Königliche Hoheit.) Gleiches gilt für deutsche Amtsträger, soweit sie ein Ausländer anschreibt, ein Franzose richtet einen Brief an „Seine Exzellenz den Herrn Bundespräsidenten“, ein Deutscher oder Schweizer schreibt nur „Herr Bundespräsident“. Dabei gilt es zu bedenken, dass ein Schreiben an ein fremdes Staatsoberhaupt ein Vorrecht anderer Staatsoberhäupter ist. Das Schreiben an ein fremdes Staatsoberhaupt wird besser an den Büroleiter oder Sekretär gerichtet, mit der Bitte um Weiterleitung des Inhalts an das Staatsoberhaupt durch Vortrag oder dem Ansinnen, ein zweites Schreiben dem Staatsoberhaupt vorzulegen. Mitunter werden bei internationalen Konferenzen im politischen Bereich auch alle lokalen Amtsträger als „Exzellenz“ bezeichnet.
Übliche Anreden offizieller Amtsträger in Deutschland, Österreich und der Schweiz sind:
- Herr Bundespräsident, Frau Bundespräsidentin
- Herr Bundeskanzler, Frau Bundeskanzlerin
- Herr Bundesrat, Frau Bundesrätin
- Herr Ministerpräsident, Frau Ministerpräsidentin
- Herr Minister, Frau Ministerin
- Herr Senator, Frau Senatorin
- Herr Staatssekretär, Frau Staatssekretärin (gilt bei der mündlichen Anrede auch für parlamentarische Staatssekretäre und Staatssekretärinnen)
- Herr Abgeordneter, Frau Abgeordnete
- Herr Stadtrat/Gemeinderat, Frau Stadträtin/Gemeinderätin
- Herr Bürgermeister, Frau Bürgermeisterin
- Herr Oberbürgermeister, Frau Oberbürgermeisterin
- Herr Landrat, Frau Landrätin
- Herr Landeshauptmann, Frau Landeshauptfrau
- Herr Bezirkshauptmann, Frau Bezirkshauptfrau
- Herr Regierungspräsident, Frau Regierungspräsidentin
- Herr Regierungsrat, Frau Regierungsrätin
- Herr Landammann, Frau Landammann
- Herr Stadtpräsident, Frau Stadtpräsidentin

Scheidet ein Amtsträger aus dem Amt aus, dann erfolgt die Anrede, gemäß offiziellem Gebrauch, mit dem vormaligen Titel; beispielsweise ist der ehemalige Bundespräsident in Deutschland (nicht aber in der Schweiz) immer noch „Herr Bundespräsident“, ebenso der ehemalige Bundeskanzler immer noch „Herr Bundeskanzler“, sofern man den ehemaligen Amtsträger nicht nur mit dem Namen anspricht. Nur umgangssprachlich ist in Deutschland die Benennung und auch Anrede als „Altbundespräsident“ üblich. Pensionierte Beamte dürfen ihre letzte Amtsbezeichnung mit dem Kürzel „a. D.“ (außer Dienst) im Ruhestand weiter führen, es sei denn, ihnen wurde die Führung nach einem Disziplinarverfahren untersagt.

### Wissenschaft

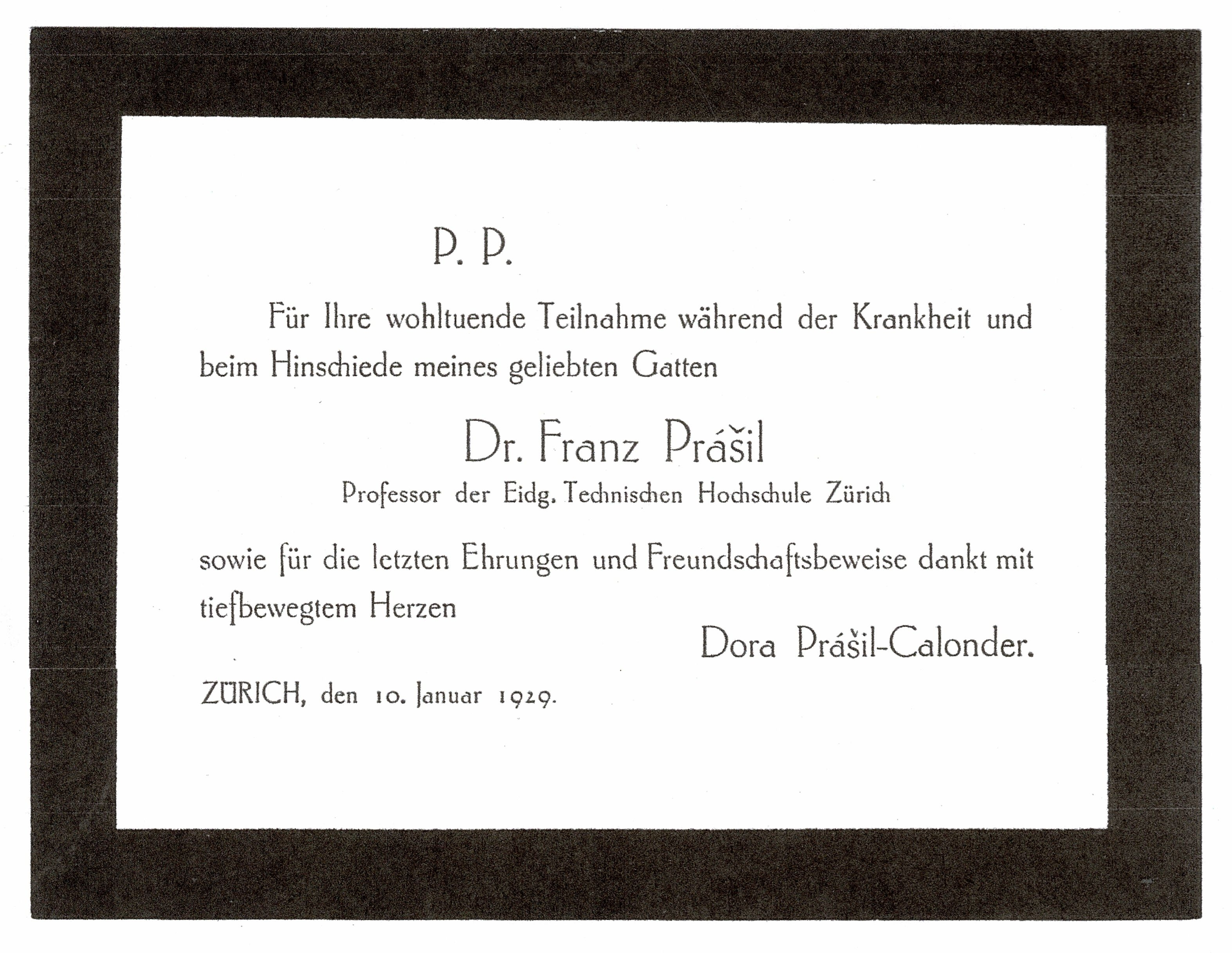
P.P. – Kondolenzdank

Zu unterscheiden ist zunächst zwischen akademischen Graden (die man in einem Studium selbst erwirbt) und Titeln (die man verliehen bekommt). Geläufige Beispiele für Grade sind Bachelor, Master, Magister, Diplom und Doktor. Die Habilitation führt zur Führung des Namenszusatzes „habil.“ bzw. zum Titel Privatdozent; Professor bildet einen Übergangsbereich zwischen akademischem Grad (der auch ohne Habilitation als der eines Hochschullehrenden verliehen werden kann) und einem Berufstitel bzw. einer Amtsbezeichnung. Die häufig als Titel zusammengefassten Grade und Amtsbezeichnungen sind nicht Bestandteil des Namens; ein rechtlicher Anspruch auf entsprechende Anrede besteht nicht.
Bei den Graden unterhalb des Doktors, also dem Bachelor, Master, Magister und Diplom, ist in Deutschland die Nennung in der Anschrift selten geworden („Herrn Dipl.-Inform. Peter Muster“), in der Anrede gänzlich unüblich. Lediglich im Hochschulbereich oder im öffentlichen Dienst ist dies noch anzutreffen.
Beim Doktorgrad verhält sich dies anders; dieser Grad wird üblicherweise in Anschrift wie auch Anrede genannt, dann allerdings stets abgekürzt (Dr., nicht: Doktor). Die zum Doktorgrad gehörende Spezifikation der Fachrichtung findet in der Anschrift bei Medizinern (Dr. med.) meistens, in anderen Fachrichtungen seltener Erwähnung, in der Anrede grundsätzlich nicht (Sehr geehrter Herr Dr. Peters, nicht: Sehr geehrter Herr Dr. med. Peters). In der Anschrift werden sowohl mehrfache Doktorgrade wie auch der Hinweis auf eine eventuelle Habilitation gewürdigt (Frau Dr. Dr. Silke Hofmann, Herr Dr. med. habil. Klaus Hermanns, Herr Dr.-Ing. Dr. rer. nat. Dr. h. c. mult. Paul Steffens), in der Anrede nennt man grundsätzlich nur den Doktor, und auch nur einmal (Sehr geehrter Herr Dr. Steffens).
Bei den Titeln sind in Deutschland für die Anrede der Privatdozent (habilitierter Wissenschaftler ohne Professur, aber mit Lehrbefugnis) und der Professor (mit oder ohne Habilitation) von Interesse. Der Privatdozent (kurz „Priv.-Doz.“ oder auch „PD“) wird nur in der Anschrift sowie in offiziellen Bezeichnungen aller Art genannt („Chefarztpraxis PD Dr. med. Stüben“). In der Anrede entfällt dieser Titel, nicht aber der Doktorgrad („Sehr geehrter Herr Dr. Stüben“). Beim Professor verhält sich dies anders; er findet sowohl in der Anschrift Erwähnung („Frau Prof. Dr. Silke Schneider“) als auch in der Anrede („Sehr geehrte Frau Professorin Schneider“), wobei er in der Anschrift abgekürzt wird und in der Anrede nicht. In der Anrede entfällt bei Professoren der Doktorgrad. Traditionellerweise blieb die Funktionsbezeichnung auch bei der Anrede von Frauen gleich („Frau Professor“). Mittlerweile wird immer häufiger und auch von manchem Knigge als zeitgemäße Form „Frau Professorin“ empfohlen und verwendet.
In der korrekten Anschrift wird ferner für besondere Berufsgruppen, z. B. Architekten, Chef- oder Oberärzte, die Berufsbezeichnung ebenfalls genannt, allerdings gemäß DIN 5008 in der Zeile, die dem Titel bzw. Grad und Namen vorausgeht:
Herrn Chefarzt Professor
Dr. med. habil. Stefan Erdmann
Chirurgische Abteilung IV
Kreiskrankenhaus Musterdorf
Mustergasse 4 a
12345 Musterdorf
Weitaus üblicher im praktischen Gebrauch ist:
Herrn Chefarzt
Prof. Dr. med. habil. Stefan Erdmann
…
Insbesondere unter Promovierten oder Professoren ist es üblich, in der Anrede nicht den entsprechenden Doktorgrad oder die Amtsbezeichnung zu verwenden. Jedoch kann man die Verwendung auch hier bei der Erwähnung in der dritten Person beobachten. Innerhalb des gleichen Fachgebietes ist auch „Herr Kollege“ bzw. „Frau Kollegin“ als Anrede üblich.
Bei offiziellen Anlässen wird traditionell an Universitäten die förmliche Anrede „(Eure) Spektabilität“ (lat. spectabilitas „Ehrwürdigkeit“) oder „Spectabilis“ für einen Dekan und „(Eure) Magnifizenz“ (lat. magnificentia „Erhabenheit, Großartigkeit“) für einen Rektor verwendet. Prorektoren werden teilweise als „Honorabilis“ angesprochen. Die Bezeichnungen werden sowohl in der schriftlichen als auch der mündlichen Anrede verwendet. Lehrstuhlinhaber verwenden hingegen üblicherweise gegenüber Dekanen und Rektoren nicht die Anrede „Eure Spektabilität“/„Eure Magnifizenz“, sondern „Spectabilis“ bzw. „Magnificus“. Die Anreden werden allerdings nur noch an wenigen Universitäten verwendet und auch hier meist nur bei besonderen Anlässen.
Die folgende Tabelle zeigt eine Gegenüberstellung ausgewählter Grade in der Anschrift, mit jeweils der dazugehörigen korrekten Anrede.
| Anschrift                                               | Anrede | Bemerkung |
| ------------------------------------------------------- | --- | --- |
| Herrn Dr. jur. Peter Müller                             | Sehr geehrter Herr Dr. Müller | Vorname und Fachrichtung in der Anrede weglassen                                                                           |
| Frau Dr. rer. nat. habil. Stefanie Meier                | Sehr geehrte Frau Dr. Meier | Habilitationszusatz in der Anrede weglassen                                                                                |
| Herrn Privatdozenten Dr. med. Hans Jürgen Schmidt       | Sehr geehrter Herr Dr. Schmidt | Der PD entfällt in der Anrede.                                                                                             |
| Herrn Prof. Dr. med. Dr. med. vet. habil. Klaus Althoff | Sehr geehrter Herr Professor Althoff auch (traditioneller und manchmal als weniger höflich empfunden): Sehr geehrter Professor Althoff | Doktorgrade entfallen in der Anrede eines Professors; die Dienstbezeichnung „Professor“ kann die Anrede „Herr“ konsumieren |
| Frau Prof. Dr.-Ing. Dr. h. c. mult. Ingeborg Krämer     | Sehr geehrte Frau Professorin Krämer                                                                                                   | In der Anrede wird auch noch verwendet: Frau Professor Krämer                                                              |

### Wirtschaft
- Herr Präsident, Frau Präsidentin
- Herr Direktor, Frau Direktorin

### Diplomatisches Corps
Für das diplomatische Corps gelten durchgehend besondere Regelungen gemäß dem Internationalen Protokoll.
| Titel, Rangbezeichnung                             | persönliche Anrede |
| -------------------------------------------------- | --- |
| Botschafter eines anderen Staates                  | Exzellenz (Mehrzahl: Exzellenzen)                                                                                      |
| Botschafter des eigenen Staates (hier Deutschland) | Herr Botschafter / Frau Botschafterin (Mehrzahl: Botschafter)                                                          |
| Apostolischer Nuntius                              | Hochwürdigste Exzellenz oder Eure Hochwürdigste Exzellenz (da ein Apostolischer Nuntius immer auch ein Erzbischof ist) |
| Gesandter                                          | Herr Gesandter / Frau Gesandte                                                                                         |
| Botschaftsrat, Gesandtschaftsrat                   | Herr/Frau Botschaftsrat (Gesandtschaftsrat)                                                                            |
| Botschaftssekretär, Gesandtschaftssekretär         | Herr/Frau Botschaftssekretär/-in, Gesandtschaftssekretär/-in                                                           |
| Generalkonsul, Konsul                              | Herr/Frau Generalkonsul/-in, Herr/Frau Konsul/-in (auch: Frau Generalkonsul, Frau Konsul)                              |

Nur der Botschafter eines ausländischen Staates hat Anrecht auf die Anrede „Exzellenz“. Trifft man im Ausland den Botschafter seines eigenen Landes, so lautet die Anrede „Herr Botschafter“ respektive „Frau Botschafterin“.

## Militär

### Deutschland

#### Bundeswehr
Innerhalb der Bundeswehr besteht seit 1970 die Anrede für Soldaten meist aus „Herr“ beziehungsweise „Frau“, dem Dienstgrad, gegebenenfalls dem Familiennamen und „Sie“. Beamte der Bundeswehr sind von Soldaten mit „Herr“ bzw. „Frau“ und der Amtsbezeichnung anzusprechen. Für Angestellte der Bundeswehr richtet sich die Anrede „nach den gesellschaftlichen Gepflogenheiten“. Durch zivile Personen erfolgt die Anrede von Soldaten und Beamten grundsätzlich mit deren bürgerlichen Namen.
Militärische Dienstgrade nehmen niemals die feminine Form an. Eine Unterscheidung der Dienstgrade zwischen Frau und Mann in Form eines angehängten „(w)“ ist nicht mehr vorgesehen. Dies ist allenfalls noch bei Beschriftungen von Unterkünften gebräuchlich.
Beispiele
- Frau Leutnant
- Herr Oberfeldwebel
- Frau Hauptmann

Ausnahmen
- Kapitänleutnante werden traditionell mit „Herr/Frau KaLeu“ angeredet.
- Stabsoffiziere im Truppendienst der Marine (Korvettenkapitän, Fregattenkapitän, Kapitän z.S.) werden mit Herr/Frau Kapitän angeredet; das „i“ in Kapitän wird dabei nicht gesprochen („Kap’tän“).
- Alle Generale (Brigadegeneral, Generalmajor, Generalleutnant, General) werden mit Herr/Frau General angesprochen.
- Sanitätsoffiziere im Generalsrang (Generalarzt, Generalstabsarzt, Generaloberstabsarzt) werden mit Herr/Frau Generalarzt angesprochen.
- Gleiches gilt für Admirale (Flottillenadmiral, Konteradmiral, Vizeadmiral, Admiral): Anrede Herr/Frau Admiral.
- Bei Marinedienstgraden, die den Zusatz „zur See“ („z. S.“, beispielsweise „Leutnant z. S.“) enthalten, wird dieser in der direkten Anrede weggelassen.
- Dienstgradzusätze werden in der mündlichen, nicht aber in der schriftlichen Anrede weggelassen. Beispiele hierfür sind Offizieranwärter („OA“), Unteroffizieranwärter („UA“), Feldwebelanwärter („FA“). Gleiches gilt für Offiziere „im Generalstab“ („i. G.“) und für die Statusbezeichnungen der Reservisten („d. R.“) und nicht mehr aktiven Berufssoldaten („a. D.“).
- Innerhalb einer Kampfgemeinschaft kann die Anrede mit der Funktion erfolgen („Zugführer“, „Schirrmeister“, „Richtschütze“, „Schiffsarzt“, „SVO“, „FaFü“, „SanMeister“).

#### Nationale Volksarmee der DDR
Bei der Nationalen Volksarmee der DDR bestand die Anrede für Vorgesetzte und Dienstgradhöhere aus „Genosse“ oder „Genossin“ und dem Dienstgrad beziehungsweise bei Zivilangestellten aus „Genosse“ oder „Genossin“ und dem Namen. Während der friedlichen Revolution in der DDR wurde die Anrede in die Form Herr/Frau und den Dienstgrad geändert.
Unterstellte und Dienstgradniedere waren mit Dienstgrad und Name anzusprechen oder wie oben angeführt mit „Genosse“/„Genossin“ und Dienstgrad. In der Wendezeit 1989/90 wurde die Anrede in Herr oder Frau und zugesetzten Dienstgrad geändert.

### Schweiz
In der Schweizer Armee wurde die – erst um 1900 nach preußischem Vorbild eingeführte – Anrede „Herr“ vor dem Grad im Rahmen der sogenannten Oswald-Reform 1970/1974 offiziell abgeschafft.
Offiziere im Generalstab (i Gst) – ab dem Rang Major – werden ohne den Zusatz angesprochen; schriftlich erfolgt die Anrede mit Rang und Zusatz.

## Religion

### Evangelische und römisch-katholische Kirche
| Titel, Rangbezeichnung | Persönliche Anrede nach Protokoll |
| --- | --- |
| Papst | Eure Heiligkeit (allgemein), Heiliger Vater (insbesondere von Katholiken verwendet) |
| Patriarch der katholischen Armenier, der Maroniten, der Melkiten, der syrischen Kirche und von Jerusalem; Großerzbischof der unierten Ostkirchen | Eure/Euer Seligkeit |
| Kardinal | Eure/Euer (Hochwürdigste) Eminenz |
| Bischof, Erzbischof, Titularbischof, Weihbischof                                                                                                 | Eure/Euer (Hochwürdigste) Exzellenz, (Hochwürdigster) Herr (Erz-)Bischof, im vollen Titel Seine Exzellenz der Hochwürdigste Herr (Erz-)Bischof, früher: Eure/Euer (erz-)bischöfliche Gnaden |
| Apostolischer Protonotar und Ehrenprälat Seiner Heiligkeit                                                                                       | Hochwürdigster Herr Prälat |
| Kaplan Seiner Heiligkeit | Monsignore, etwa „Gnädiger Herr“, ist die italienische Anrede für alle Prälaten bis zum Erzbischof                                                                                          |
| Abt | Hochwürdigster Herr/Vater Abt, in Österreich auch: Herr Prälat, früher: Euer Gnaden |
| Priester (Welt- und Ordenspriester) | Hochwürden, Hochwürdiger Herr Pfarrer/Pater/Abbé |
| Diakon | Hochehrwürden, Hochehrwürdiger Herr, seit dem Zweiten Vatikanischen Konzil wie bei Priester: Hochwürden, Hochwürdiger Herr                                                                  |
| Subdiakon | Wohlehrwürden, Wohlehrwürdiger Herr |
| Äbtissin | Hochwürdige Frau/Mutter Äbtissin |
| Oberin (Vorsteherin einer klösterlichen Gemeinschaft)                                                                                            | Mutter Oberin, veraltet: Ehrwürdige Mutter, bei höheren Oberinnen: Ehrwürdigste/Hochehrwürdige Mutter                                                                                       |
| Ordensoberer | Hochwürdiger Pater/Bruder + Bezeichnung des Vorsteheramtes, z. B. Prior, Guardian, Provinzial                                                                                               |
| Ordensschwester, Nonne | Ehrwürdige Schwester |
| Laienbruder und Novize | Ehrwürdiger Bruder, Ehrwürdiger Herr, Ehrwürden |

#### Römisch-katholische Kirche
Mit dem Zweiten Vatikanischen Konzil sind manche dieser Anreden allerdings im gewöhnlichen Umgang weithin aufgegeben worden. Im Alltag wird seitdem immer mehr neben der Anrede mit Amtstitel, wie Herr Bischof, auch die bürgerliche Anrede Herr Müller verwendet. Dies gilt ebenso für gewöhnliche, schriftliche Mitteilungen per E-Mail, Post o. a. m.

#### Evangelische Kirche
Früher galten in der evangelischen Kirche – soweit die Ämter überhaupt parallel sind – die gleichen oder ähnliche Anreden wie in der katholischen. So kam beispielsweise im schweizerischen Kanton Graubünden noch im 19. Jahrhundert reformierten Pfarrern die Anrede Ehrwürden oder Wohlehrwürden, in der Stadt Basel im 18. Jahrhundert Hochwürden zu. In jüngerer Zeit wird bei der Anrede von Würdenträgern in der Regel Herr oder Frau vor den Titel oder die Amtsbezeichnung gesetzt, jedoch ohne Nennung des Nachnamens, zum Beispiel Herr Pastor, Frau Pfarrer. Seit etwa 1970 wird die Anrede jedoch zunehmend durch den Namen ersetzt, etwa Herr Schmidt, Frau Müller. Üblicherweise werden Titel und Name im Schriftverkehr nur in der Postanschrift genannt.
Der Titel Hochwürden wird in der Form Reverend im englischen Sprachraum für einen protestantischen Pfarrer bzw. Prediger verwendet.

### Jüdische Gemeinden
In den jüdischen Gemeinden ist ebenfalls die einfache Form der Anrede verbreitet. Die Anrede von Würdenträgern wird in der Regel aus der Unterscheidung des Geschlechtes und dem Titel oder der Amtsbezeichnung gebildet, dabei bleibt der persönliche Vor- und Nachname ungenannt. Üblicherweise wird der Name im Schriftverkehr nur in der Postanschrift genannt.

### Orthodoxe und morgenländische Kirchen
Der Ökumenische Patriarch wird mit „Euer Allheiligkeit“ angesprochen. Die Anrede „Heiligkeit“ wird in den Ostkirchen für folgende kirchliche Würdenträger gebraucht:
- für den Patriarchen von Moskau und der ganzen Rus, Oberhaupt der Russisch-Orthodoxen Kirche,
- für den serbisch-orthodoxen Patriarchen, Oberhaupt der Serbisch-Orthodoxen Kirche,
- für den Patriarchen der Bulgarisch-Orthodoxen Kirche,
- für den höchsten Patriarchen und Katholikos aller Armenier und den Katholikos des Heiligen Stuhls des Großen Hauses von Kilikien (beide Armenische Kirche),
- für den Papst der Koptischen Kirche,
- für den Fürstpatriarch von Antiochien und dem ganzen Osten (Universale Syrisch-Orthodoxe Kirche) und der Katholikos-Patriarch der Kirche des Ostens (Heilige Apostolische und Katholische Assyrische Kirche des Ostens).

Das Oberhaupt der Georgisch-Orthodoxen Kirche, der Erzbischof von Mzcheta-Tiflis und Katholikos-Patriarch von ganz Georgien, wird mit „Euer Heiligkeit und Seligkeit“ angesprochen. Die Anrede „Euer Seligkeit“ erfahren der Papst, der Patriarch von Alexandrien und ganz Afrika, die Patriarchen von Antiochien, der Erzbischof von Athen und ganz Griechenland (Griechisch-Orthodoxe Kirche) und die Armenischen Patriarchen von Jerusalem und Konstantinopel (Armenische Apostolische Kirche).
In den orthodoxen Kirchen und den christlichen Kirchen mit byzantinischem Ritus wird der Bischof oftmals mit Vladika („Gebieter“) angesprochen, das im slawischen Kulturkreis auch als Anrede für Adlige gebraucht wurde.

### Außerhalb des Christentums und Judentums
Der Dalai Lama wird mit „Eure Heiligkeit“ angesprochen.

## Adel
Die Verwendung von Adelstiteln richtet sich nach den nationalen oder protokollarischen Gepflogenheiten.

### In Deutschland

#### Der Namensbestandteil „von“
Als Beispiel dient hier das Konstrukt Friedrich von Sachsenhausen.
| Briefanschrift                  | Herrn Friedrich von Sachsenhausen                                                     |
| Brief und E-Mail                | Sehr geehrter Herr von Sachsenhausen                                                  |
| Karteiname (lexikalischer Name) | Sachsenhausen, von (unter „S“), in amtlichen Registern: von Sachsenhausen (unter „V“) |
| Anrede                          | Herr von Sachsenhausen                                                                |
| Gästeliste                      | Herr Friedrich von Sachsenhausen                                                      |

#### Frühere Adelsprädikate als Namensbestandteil
Die Adelsvorrechte und damit auch die Adelsprädikate sind in Deutschland seit 1919 abgeschafft. Vormalige Adelsprädikate wurden (mit Ausnahme der Primogeniturtitel) zum Bestandteil des Familiennamens. Das ist daran erkennbar, dass der ehemalige Adelstitel nicht mehr vor, sondern nach dem Vornamen steht (Friedrich Graf von Sachsenhausen statt, wie früher, Graf Friedrich von Sachsenhausen). Eine namensrechtliche Besonderheit ist jedoch, dass diese Namensbestandteile weiterhin nach dem Geschlecht moviert, also in männlicher und weiblicher Form verwendet werden (Graf/Gräfin, Freiherr/Freifrau/Freiin usw.).

#### Anrede bei vormals adligen Namen
Für die Fragen der Anrede bei Trägern vormals adliger Namen gibt es keine gesetzlich verbindliche Regelung, sondern lediglich einen üblichen Gebrauch, zum Teil auch Verwaltungsanweisungen.
Übliche Praxis nach 1919 war es (und ist es im Regelfall noch heute), die Anredewirkung von Adelsprädikaten ausreichen zu lassen. Jemand konnte Herr/Frau Sachsenhausen sein oder Graf/Gräfin Sachsenhausen, aber niemals Herr/Frau Graf/Gräfin Sachsenhausen. Der Graf ersetzt die Anrede Herr, die Gräfin die Anrede Frau. Dieser Gebrauch ist bis heute üblich und entspricht für die Betroffenen der gewohnten Namensverwendung. Diese Verwendung wird historisch begründet: So wurden Adelige traditionell nur von Personen, die ihnen direkt untergeordnet waren (etwa Bedienstete), als „Herr Graf“ usw. angesprochen, womit zusätzlich zur Adelswürde noch ein unmittelbares Herrschaftsverhältnis zum Ausdruck kam. Aus diesem Grund gilt die Anrede „Herr/Frau + Adelstitel“ heute im gesellschaftlichen Bereich als zu unterwürfig und ist daher nur in ausgesprochenen Dienstleistungsberufen (z. B. in der Gastronomie) üblich.
Es gibt – abweichend vom vorher Gesagten – aber die Auffassung, dass die Anrede etwas grundsätzlich anderes als ein Namensbestandteil sei und dass daher hier eine weitere Anpassung an das allgemeine Namensrecht zu erfolgen habe. Nach dieser Auffassung ist die Anrede „Herr“ oder „Frau“ auch bei Verwendung von Adelsprädikaten nicht überflüssig. Dann hieße es „Herr Graf Sachsenhausen“ bzw. auch „Frau Gräfin Sachsenhausen“. Da „Freiherr/Freifrau von Sachsenhausen“ der Familienname ist, würde die Anrede „Herr Freiherr von Sachsenhausen“ und „Frau Freifrau von Sachsenhausen“ zwar dem Prinzip der Behandlung als Namensbestandteil entsprechen, aber eine sprachlich verunglückte Dopplung zur Folge haben. Wo auf die Anrede „Herr“ nicht verzichtet werden soll, bietet es sich daher eher an, das Prädikat „Freiherr/Freifrau“ komplett weg zu lassen. Üblich ist daher neben „Freiherr von Sachsenhausen“ auch „Herr von Sachsenhausen“. Zu beachten ist, dass die Adelsprädikate „Freiherr/Freifrau“ historisch in Deutschland nie gesprochen wurden und daher auch heute nicht gesprochen werden. In der gesprochenen Sprache bleibt es daher bei der Anrede „Herr von Sachsenhausen“ bzw. „Frau von Sachsenhausen“ (landschaftlich üblich teilweise auch „Baron Sachsenhausen“ oder „Baronin Sachsenhausen“), auch wenn dies eine weitere Abweichung vom allgemeinen Namensrecht darstellt. Das Adelsprädikat „Edler“ oder „Ritter“, das teilweise mit der Verleihung bestimmter Orden verbunden war, wird grundsätzlich in der Anrede weggelassen.
Teilweise sind auch noch Sonderformen für unverheiratete Töchter in Gebrauch.
| männlich | weiblich | weiblich (unverheiratet)   |
| -------- | -------- | -------------------------- |
| Fürst    | Fürstin  | Prinzessin (üblich)        |
| Herzog   | Herzogin | Prinzessin (unüblich)      |
| Graf     | Gräfin   | Comtesse (unüblich)        |
| Freiherr | Freifrau | Freiin (z. T. noch üblich) |

Freiherr, Freifrau und Freiin sind Titel, aber nicht Anrede. Die Anrede für einen „Freiherr von Beispielsort“ lautet „Baron Beispielsort“.
Die Formen „Freiin“ und „Comtesse“ für unverheiratete Töchter, die der bürgerlichen abgeschafften Form „Fräulein“ entsprechen, verschwinden allmählich. Gleiches gilt für Prinzessinnen, sofern es sich hierbei nicht um die Tochter eines Prinzen bzw. einer Prinzessin, sondern um die Tochter eines Fürsten oder Herzogs handelt.
Wenn Menschen adliger Herkunft unter sich sind, werden in der mündlichen Kommunikation das „von“ grundsätzlich und andere Adelsprädikate auf gleicher Ebene oder nach unten ebenfalls weggelassen. Ein Graf, beispielsweise „Graf Lambsdorff“, wird sich einem anderen Adeligen als „Otto Lambsdorff“ vorstellen. Dabei gilt einzig die Rangfolge der Adelsprädikate, nicht die Rangfolge aufgrund von Status in der Gesellschaft oder Alter. Fürsten und Herzöge werden allgemein als gleichrangig eingestuft, wobei die Frage nach dem Haus eine Rolle spielt.

#### Beispiel
Auch hier wird als Beispielsname Friedrich Freiherr von Sachsenhausen oder Friederike Freifrau von Sachsenhausen zur Verdeutlichung genutzt.
| Briefanschrift | Friedrich Freiherr von Sachsenhausen Friederike Freifrau von Sachsenhausen (verheiratet) Friederike Freiin von Sachsenhausen (unverheiratet)                                                                                            |
| Briefanrede    | Sehr geehrter Baron Sachsenhausen Sehr geehrte Baronin Sachsenhausen Sehr geehrte Baronesse Sachsenhausen |
| Karteiname     | Sachsenhausen, Friedrich Freiherr von oder Freiherr von Sachsenhausen, Friedrich (zwingend in amtlichen Registern) Sachsenhausen, Friederike Freifrau von oder Freifrau von Sachsenhausen, Friederike (zwingend in amtlichen Registern) |
| Anrede         | Baron Sachsenhausen Baronin Sachsenhausen Baronesse Sachsenhausen |

#### Historische Anreden
Solche Ehrenbezeichnungen waren für:
- Fürsten und Herzöge aus ehemals regierenden Häusern: Königliche Hoheit (abgekürzt mit SKH oder IKH für Seine/Ihre Königliche Hoheit)
- alle übrigen Fürsten und Herzöge: Durchlaucht (abgekürzt mit SD oder ID für Seine/Ihre Durchlaucht)
- Grafen: Erlaucht (nur für Angehörige bestimmter Grafenhäuser, alle anderen: Hochgeboren)
- Barone und Freiherren: Hochwohlgeboren

In Briefanschriften werden heute manchmal noch aus Gründen der Traditionspflege Kürzel wie „I.H.“ (Ihre Hochwohlgeboren) oder „S.H.“ (Seine Hochwohlgeboren) verwendet. Ebenso kommt es vor, dass historische Anreden bei öffentlichen Anlässen wie zum Beispiel Ausstellungseröffnungen auch von Repräsentanten staatlicher Stellen verwendet werden. So wurde am 25. November 2008 dem Chef des Hauses Wittelsbach die Würde eines Ehrendoktors der Ludwig-Maximilians-Universität München verliehen. Der Bayerische Staatsminister für Wissenschaft, Forschung und Kunst und der Präsident der Universität begrüßten Franz Herzog von Bayern zu diesem Anlass in ihrer Ansprache jeweils mit der Anrede „Königliche Hoheit“. Es handelt sich in solchen Fällen um eine reine Höflichkeitsform ohne rechtliche Relevanz.

### Adelstitel und Anreden
Die dargestellten Bezeichnungen sind allgemein übliche Formen, Abweichungen werden jeweils vom Staats- oder Hausprotokoll geregelt. Nach deutschem Protokoll steht deutschen Adeligen kein Adelsprädikat mehr in Anrede und Schriftverkehr zu. Dies ergibt sich aus der Abschaffung der Adelsprivilegien in Deutschland und dem Gleichheitsgrundsatz des Grundgesetzes. Für ausländische Adelige gilt diese Regelung nicht, ihnen steht nach deutschem Protokoll das Adelsprädikat zu.  Offiziellen Charakter und protokollarische Bedeutung haben damit diese Titel, Rangbezeichnungen und Anreden nur in Ländern, in denen der Adel und seine Vorrechte nicht abgeschafft sind. In Ländern wie Deutschland, Österreich und der Schweiz kommt der freiwilligen Verwendung dieser Titel und Anreden höchstens Höflichkeitscharakter zu.
| Titel, Rangbezeichnung                   | persönliche Anrede                                                   |
| ---------------------------------------- | -------------------------------------------------------------------- |
| Kaiser                                   | Majestät (nur bei tatsächlich regierenden, sonst Kaiserliche Hoheit) |
| König                                    | Majestät (nur bei tatsächlich regierenden, sonst Königliche Hoheit)  |
| Prinz (aus kaiserlichem Haus)            | Kaiserliche Hoheit (dritte Person)                                   |
| Erzherzog (Österreich)                   | Kaiserliche und königliche Hoheit                                    |
| Großfürst (Russland)                     | Kaiserliche Hoheit                                                   |
| Prinz (aus regierendem königlichen Haus) | Königliche Hoheit (dritte Person)                                    |
| Großherzog (aus regierendem Haus)        | Königliche Hoheit                                                    |
| Herzog                                   | Hoheit (nur bei regierenden Häusern, sonst Durchlaucht)              |
| Fürst (regierend)                        | Durchlaucht Fürst …                                                  |
| Prinz (aus fürstlichem Haus)             | Durchlaucht Prinz …                                                  |
| Graf                                     | Graf … Seine Erlaucht (aus ehemals regierendem Haus)                 |
| Baron                                    | Freiherr …                                                           |